# 부시 테트라스
부시 테트라스(Bush Tetras)는 1979년 미국 뉴욕에서 결성한 포스트펑크 노 웨이브 밴드다. 1980년에 발표한 노래 〈Too Many Creeps〉로 잘 알려져 있다. 상업적으로 성공하지는 못했으나 1980년대 초반 맨해튼의 클럽 신과 칼리지 라디오 등지에서 인기를 끌었다. 이후 밴드의 영향을 받은 밴드들이 2000년대 뉴욕의 포스트펑크 리바이벌을 이끌기도 했다.

## 역사
부시 테트라스는 1979년 결성하였으며, 곧 신시아 슬레이(보컬), 팻 플레이스(기타), 로라 케네디(베이스) 및 디 팝(드럼)의 라인업으로 굳어졌다. 보컬리스트 아델 베르테이와 기타리스트 지미 조 율리아나는 초기에 짧게 활동했다. 플레이스는 이전에 노 웨이브 밴드 컨토션스의 멤버였지만 부시 테트라스의 사운드는 덜 광란적이고 일관성이 없었으며, 비비언 딕 영화 일부에 출연하기도 했다.
부시 테트라스라는 이름은 밴드가 귀엽다고 생각한 아프리카에 서식하는 동물 부시베이비와 네온테트라에서 각각 한 단어씩 빌려와 만든 것으로, 밴드는 밴드 이름이 "부족적"(tribal)하다고 생각했다.
밴드의 데뷔 작품은 1980년 99 레코드를 통해 발매된 7인치 EP 《Too Many Creeps》로, 빌보드 클럽 플레이 차트에서 57위를 기록했다. 후속작인 〈Thigns That Go Boom in the Night〉은 패티시 레코드에서 발매해 영국 인디 차트에서 43위를 기록했다. 《Rituals》 12인치 Ep는 더 클래시의 토퍼 히든이 프로듀싱하였으며, 싱글로 발매된 〈Can't Be Funky〉를 수록하여 1981년 영국의 페티시와 미국의 스티프 레코드에서 발매됐다. 이후 빌보드 클럽 차트 32위를 기록했다.
1981년 2월 20일, 런던의 레인보우 시어터에서 봉고스, 레이비츠, 데시벨스 등의 뉴욕 밴드들과 함께 한 공연을 수록한 스티프 레코드의 컴필레이션 《Start Swimming》에 존 레논의 〈Cold Turkey〉와 〈Punch Drunk〉의 커버곡이 수록됐다. 또 다른 라이브 음반인 카세트 한정 《Wild Things》는 ROIR에서 발매됐다.
케네디와 팝은 1983년 밴드를 떠났고, 베이시스트인 밥 앨버트슨과 드러머 돈 크리스텐슨이 잠시 그 자리를 대체하였지만 밴드는 얼마 가지 않아 해체했다. ROIR은 해체 이후인 1989년 카세트 전용 컬렉션인 《Better Late Than Never (Original Studio Recordings 1980-1983)》을 발매했다.
1995년 부시 테트라스의 오리지널 라인업으로 밴드는 재결합을 하였고, 1997년 첫 정규 음반인 《Beauty Lies》를 발매했다. 1995년 《Better Late Than Never》의 CD 버전인 《Boom in the Night (Original Studio Recordings 1980-1983)》과 《Tetrafied: Previously Released Recordings》 등 두 개의 다른 컴필레이션이 발매됐다.
1997년 케네디가 밴드를 나갔으며, 줄리아 머피가 베이시스트로 들어왔다. 이듬해 밴드는 프로듀서 돈 플레밍과 함께 머큐리 레코드에서 《Happy》라는 제목의 음반을 녹음했지만, 머큐리가 다른 회사에 인수가 되며 보류되었다.(음반은 2012년 ROIR에서 발매됐다). 2005년 밴드는 뉴욕에서의 공연을 재개했으며, 2006년 여름 유럽 투어를 진행했다.
2011년 11월 14일 케네디가 질환으로 사망하였다. 2013년 2월 신디 릭몬드가 머피를 대신해 밴드의 베이시스트로 들어왔고, 2016년 초에는 발 오피엘스키가 베이스로 영입됐다. 2018년 와프 캣 레코드에서 EP 《Take the Fall》을, 다음 해에는 서드맨 레코드에서 7인치 싱글 〈There Is a Hum〉을 발표했다.
드러머 디 팝이 2021년 10월 9일 사망하였다. 같은 해 11월, 박스 세트 《Rhythm and Paranoia: the Best of the Bush Tetras》가 토퍼 히든 및 소닉 유스의 서스턴 무어가 참여한 부클릿과 함께 발매됐다. 2023년 4월, 포그스에서 활동했던 케이트 오리오던이 베이스로 밴드에 합류했다고 밝혔다.

## 멤버
- 신시아 슬레이 – 보컬 (1979–1983, 1995–1998, 2005–현재)
- 팻 플레이스 – 기타 (1979–1983, 1995–1998, 2005–현재)
- 스티브 셸리 – 드럼 (2022–현재)
- 케이트 오리오던 – 베이스 (2023–현재)

이전
- 로라 케네디 – 베이스 (1979–1983, 1995–1997; 2011년 사망)
- 지미 조 율리아나 – 기타 (1979)
- 아델 베르테이 – 보컬 (1979)
- 밥 앨버트슨 – 베이스 (1983)
- 줄리아 머피 – 베이스 (1997–2013, 2015)
- 신디 릭먼드 – 베이스 (2013)
- 발 오피엘스키 – 베이스 (2015–2020)
- 디 팝 – 드럼 (1979–1983, 1995–1998, 2005–2021; 2021년 사망)
- 돈 크리스텐슨 – 드럼 (1983, 2021–2022)
- R. B. 코벳 – 베이스 (2022)

## 디스코그래피
정규 음반
- Beauty Lies (1997, Polygram Records)
- Very Very Happy (2007, ROIR)
- Happy (2012, ROIR)
- They Live in My Head (2023, Wharf Cat Records)

싱글 및 EP
- "Too Many Creeps" 7-inch EP (1980, 99 Records) #57 Billboard Dance Club Songs
- "Things That Go Boom in the Night" 7-inch single (1981, Fetish Records) #43 UK Indie Chart
- "Can't Be Funky" 7-inch single (1981, Fetish Records)
- Rituals 12-inch EP (1981, Fetish Records/Stiff Records) #32 Billboard Dance Club Songs
- "Page 18" 12-inch single (1996, Tim/Kerr Records)
- "Too Many Creeps" 7-inch single (2011, ROIR)
- "Take the Fall" EP (2018, Wharf Cat Records)
- "There is a Hum" 7” (2019, Thirdman Records)

라이브 음반
- Wild Things 카세트 한정 (1983, ROIR)

컴필레이션 음반
- Better Late Than Never (Original Studio Recordings 1980-1983) cassette-only (1989, ROIR)
- Boom in the Night (Original Studio Recordings 1980-1983) (1995, ROIR)
- Tetrafied: Previously Released Recordings (1996, Thirsty Ear)
- Rhythm and Paranoia: The Best of Bush Tetras (2021, Wharf Cat Records)